# Ивано-Фрачена
Ивано-Фрачена (итал. Ivano-Fracena) је насеље у Италији у округу Тренто, региону Трентино-Јужни Тирол.
Према процени из 2011. у насељу је живело 329 становника. Насеље се налази на надморској висини од 474 м.

## Становништво
| 1931. | 1936. | 1951. | 1961. | 1971. | 1981. | 1991. | 2001. | 2011. |
| ----- | ----- | ----- | ----- | ----- | ----- | ----- | ----- | ----- |
| 377   | 323   | 338   | 339   | 276   | 255   | 279   | 292   | 350   |